# Znojile
Znojile este o arie protejată (arie specială de conservare — SAC, sit de importanță comunitară — SCI) din Slovenia întinsă pe o suprafață de 10,89 ha, integral pe uscat.

## Localizare
Centrul sitului Znojile este situat la coordonatele 46°11′56″N 13°54′51″E / 46.1989°N 13.9143°E.

## Înființare
Situl Znojile a fost declarat sit de importanță comunitară în aprilie 2004 pentru a proteja 1 specie de plante. Situl a fost protejat și ca arie specială de conservare în februarie 2012.

## Biodiversitate
Situată în ecoregiunea alpină, aria protejată conține 1 habitat natural: Pante stâncoase calcaroase cu vegetație casmofită.
La baza desemnării sitului se află o specie protejată de  plante: Moehringia villosa.